# Каройи, Михай
Ми́хай А́дам Дьёрдь Ми́клош Ка́ройи, граф На́дькаройи (венг. Nagykárolyi Károlyi Mihály Ádám György Miklós; 4 марта 1875, Пешт, Венгрия — 19 марта 1955, Ванс, Франция) — венгерский политик леволиберального толка, неудачно пытавшийся создать демократический режим после распада Австро-Венгрии, лидер революции астр. Первый глава правительства независимой Венгрии и первый президент страны.

## Биография

### Молодые годы

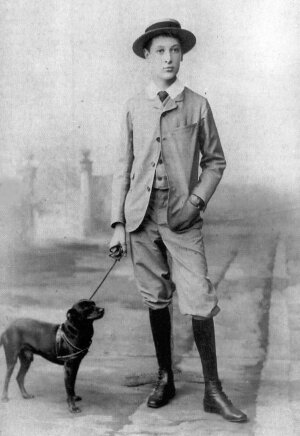
Юный Михай Каройи. 1890

Михай Каройи происходил из богатой католической аристократической семьи Каройи, игравшей важную роль в венгерской истории начиная с XVII века. Его родители были двоюродными братом и сестрой, это стало причиной тяжёлой патологии — мальчик родился с расщеплением нёба. В раннем детстве потерял мать, умершую от туберкулёза. Отец мало внимания уделял воспитанию сына, считая, что он неспособен сделать карьеру, так как обладает «заячьей губой» и умственной отсталостью (из-за дефекта сын очень плохо разговаривал). Сверстники дразнили и унижали его, несмотря на богатство и влияние его семьи, что привило ему тщеславие, честолюбие и стремление к власти. Он был воспитан бабушкой по материнской линии и старшей сестрой в замке в Фоте. В 14 лет они отправили его в Вену на операцию по восстановлению нёба и губ, что оказалась поворотным моментом биографии: через несколько недель Михай начал говорить бегло, несмотря на то, что родные и близкие раньше считали его неспособным к этому. На тот момент он был весьма поверхностным аристократом, его знания и осведомленность были ниже по сравнению с другими членами высшего общества, его мышление и характер были сформированы в большей степени внеурочной деятельностью: он не любил правящую династию в частности и немцев в целом, восторгался венгерской революцией 1848 года, любил читать «Энциклопедию» и романы Верна в оригинале (в семье с детства говорили на французском), оптимистично верил в научно-технический прогресс, считая, что он решит все проблемы человечества. В 24 года экстерном окончил Будапештский университет, получив диплом юриста, после чего вёл себя бездумно и легкомысленно. Он хотел восполнить то, что упустил в детстве и юности, бросаясь в ночную жизнь с поразительной горячностью. Порядка десяти лет он играл в карточные игры, развлекался охотой и наркотиками, делал ставки на скачках и автогонках, несколько лет прожил в Париже, часто бывал на французских курортах, совершил путешествие по Британским островам и США, одевался как денди, был страстным коллекционером яхт и автомобилей. Позднее решил остепениться и заняться политикой, заметное влияние на его мировоззренческое взросление оказал родной дядя — крупный землевладелец и экономист Шандор Каройи, ставший организатором кооперативного движения и Венгерского союза сельских хозяев.
В 1909 году Михай Каройи был избран председателем Национального сельскохозяйственного общества. Эта организация представляла интересы поместного дворянства. Будучи поначалу лояльным к монархии Габсбургов, Михай Каройи со временем перешёл на позиции социал-демократии и венгерского сепаратизма. В 1910 году Каройи был избран в парламент от оппозиционной Партии независимости. В 1912 году депутат Каройи высказался против союза с Германией, за «франко-англо-русскую ориентацию». Каройи — автор доктрины, согласно которой Венгрия должна была свести к минимуму свои связи с Австрией; проводить политику примирения с невенгерскими народами, идя на уступки в области культуры; провести демократические реформы, включая распределение земель между крестьянами.
В январе 1913 года премьер-министр Тиса вызвал Каройи на дуэль, поскольку тот нанёс ему оскорбление отказом подавать руку. Дуэлянты дрались на саблях, Каройи проиграл этот поединок, получив резаную рану руки.
Когда началась Первая мировая война, Каройи лишь в первые дни поддержал шовинистическую кампанию, — но вскоре стал самым решительным критиком оной из числа аристократов. 7 ноября 1914 года Каройи женился в Будапеште на графине Катинке Андраши (Каталин Андраши де Чик-Сент-Кирай-Красна-Горка), с которой у него впоследствии было трое детей. Аристократическое происхождение жены добавило графу Каройи поддержки со стороны самых знатных фамилий Венгрии. После того, как в 1916 году Партия независимости сочла взгляды Каройи слишком радикальными, он вышел из её состава — и основал с её левым крылом Объединённую партию независимости и 1848 года, более известную как Партия Каройи. Однако, Партия Каройи не получила массовой поддержки. Единственное, чем она реально располагала, — это 20 депутатов в парламенте, большинство из которых на деле не были привержены партийной идеологии. Программа партии включала требования:
- Немедленного выхода из войны,

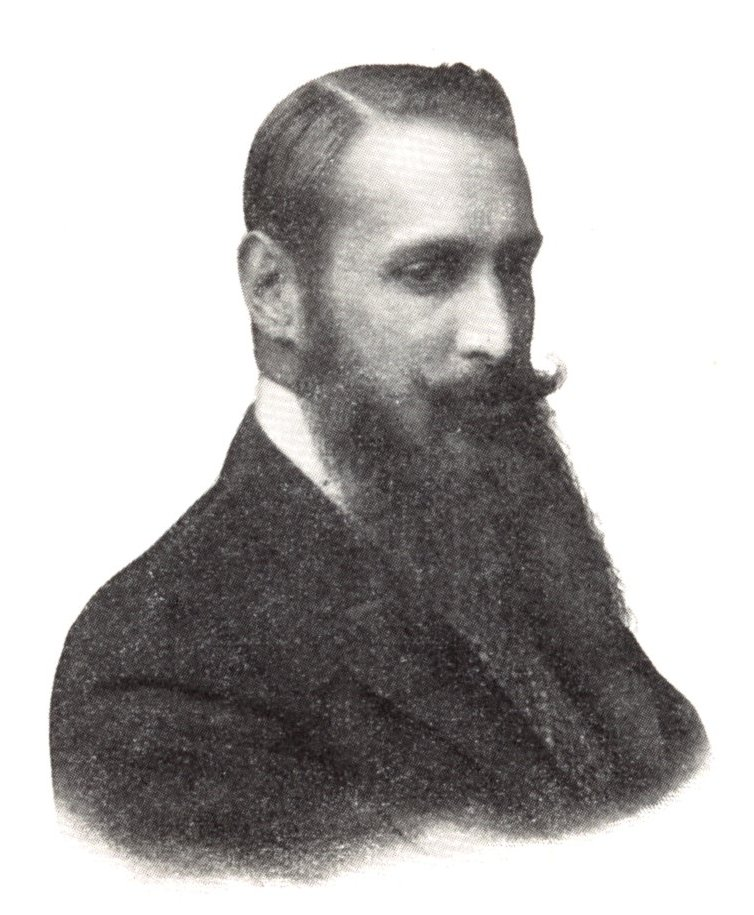
Михай Каройи в 30 лет

- Ослабления связей между Австрией и Венгрией,
- Отмены имущественных и языковых ограничений, которые давали право голоса всего лишь 5,8 % мужского населения страны,
- Предоставления политических прав женщинам.

Озвученное в 1915 году требование Каройи предоставить право голоса всем, без исключения, ветеранам получило широкую поддержку населения — и сильно расстроило отношения между Каройи и премьер-министром Венгрии графом Иштваном Тисой. 25 апреля 1917 года Партия Каройи вместе с Социал-демократической партией Венгрии, Гражданской радикальной партией, Демократической партией и Христианско-социалистической партией вступила в Демократический блок борьбы за избирательное право, в котором состояли такие влиятельные политики, как Вильмош Важони и Оскар Яси. Каройи вёл в Швейцарии переговоры с представителями Великобритании и Франции о возможности сепаратного мира. В январе 1918 он заявил о поддержке Четырнадцати пунктов американского президента Вудро Вильсона.

### Руководство Венгерской республикой
Когда начался процесс распада Австро-Венгрии и Венгерский парламент провозгласил 17 октября 1918 года независимость страны, — граф Каройи стал одним из лидеров Венгрии. 25 октября он сформировал Национальный совет, оппозиционный к правительству. 31 октября король Венгрии Карой IV (император Австро-Венгрии Карл I), надеясь спасти корону и «защитить страну от анархии», поручил Каройи сформировать новое правительство. 1 ноября последний вступил в должность. Другой причиной назначения Каройи была надежда, что он сможет добиться более мягких условий мира с Антантой. В тот момент Каройи считал необходимым сохранение монархии — и только после того, как Карл сложил с себя полномочия короля Венгрии, провозгласил 16 ноября 1918 Венгерскую Демократическую Республику, став её временным президентом.

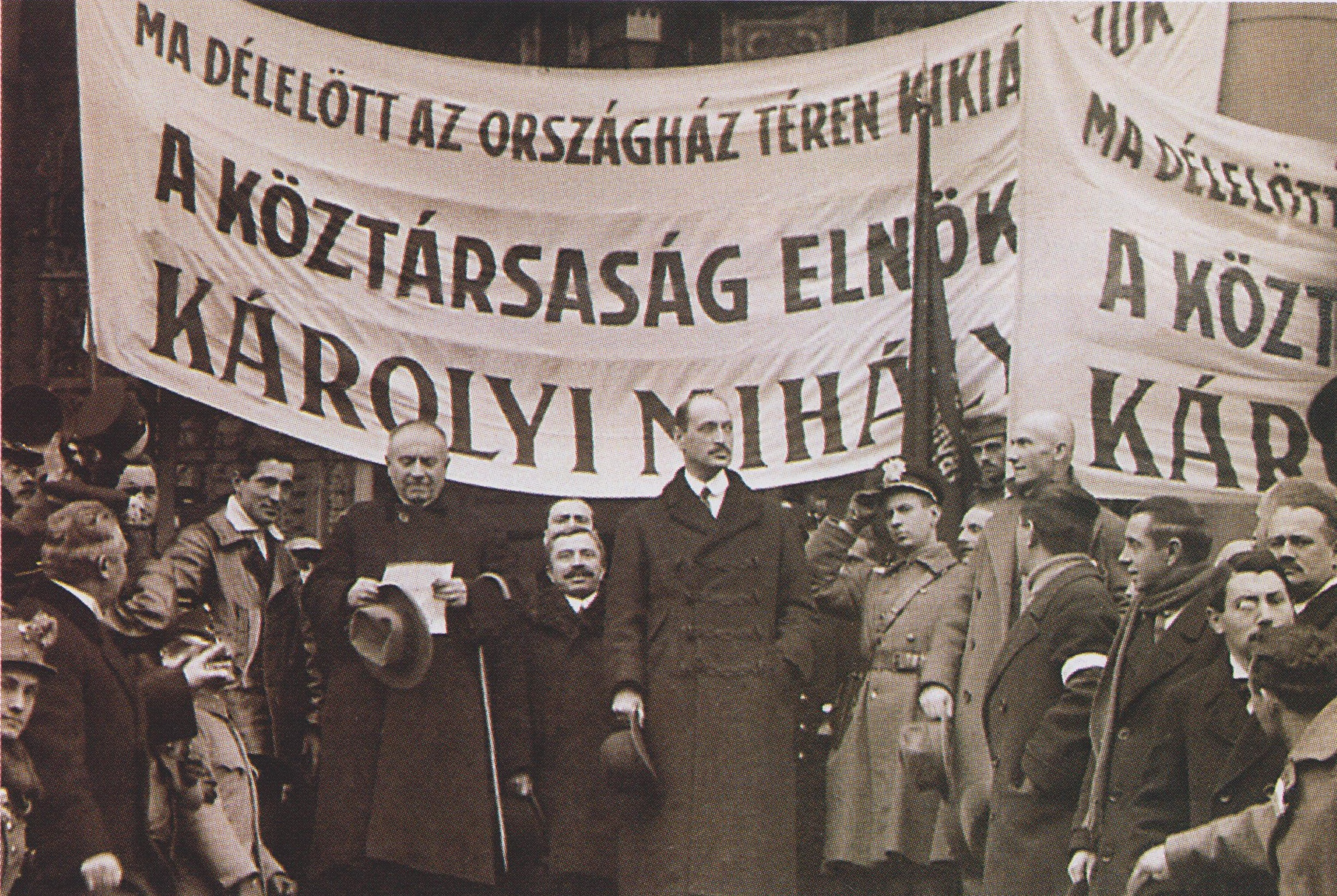
Михай Каройи и отец Янош Хок провозглашают республику

После её провозглашения, граф Каройи управлял страной вместе со своим Национальным советом, образовавшим правительство в составе представителей Партии Каройи (примечательно, что сам Каройи в этот период от неё отошёл и впредь называл себя "беспартийным социалистом"), социал-демократов и Гражданской радикальной партии. В то же время, были образованы многочисленные Советы, контролируемые социал-демократами и фактически имевшие значительную власть. Советы, однако, не вступали в конфликт с правительством Каройи. 11 января 1919 Национальный совет официально утвердил Каройи президентом Венгрии. После этого он сложил с себя полномочия премьер-министра в пользу Денеша Беринкеи.
На посту премьер-министра Каройи предпринимал решительные усилия по сохранению Венгрии, надеясь сохранить народы Венгрии в её составе, учредив федерацию по образцу Швейцарии. Однако, национальные меньшинства — словаки и карпатские русины, трансильванские румыны, сербы и хорваты — приветствовали своё объединение с Чехословакией, Румынией и Югославией, соответственно. Другой важной проблемой оставался вопрос о перемирии с Антантой. Хотя Австро-Венгрия подписала 3 ноября 1918 на вилле Джусти, рядом с Падуей, капитуляцию и перемирие с Антантой, — Венгрия к тому времени уже объявила о своём выходе из её состава. Поэтому многие члены правительства считали необходимым и выгодным подписать новое перемирие. Каройи был вынужден с этим согласиться, и в ноябре 1918 Венгрия и Антанта заключили перемирие в Белграде. Возглавлявший делегацию Антанты командующий союзными войсками на Балканах французский маршал Луи Франше д´Эспере, против ожидания, навязал Венгрии гораздо более жёсткие условия, чем то предусматривалось Падуанским пактом. Что явилось сильным ударом по Каройи, коий надеялся на мягкое отношение к Венгрии, — и резко уменьшило его популярность. Оппозиция заявляла, что Каройи тратил все силы на заключение перемирия, мало уделяя внимания внутренним делам страны.
Проблемы росли и в экономике. Хотя правительство приняло закон об аграрной реформе, но не пошло дальше того, что Михай Каройи по собственному почину разделил среди крестьян своё имение в Калкаполне — остальные венгерские помещики отказывались следовать его примеру, а самочинный передел помещичьего землевладения крестьянами властями не приветствовался. При этом социал-демократы, являвшиеся крупнейшей политической силой страны, воспрепятствовали планам Каройи передать землю крестьянам, как он это сделал в своих владениях, — считая подобные меры поощрением капиталистических отношений. Одновременно продолжалась экономическая блокада страны, поскольку Антанта обещала снять оную только после подписания мирного договора. В ноябре 1918 Каройи сильно сократил численность вооружённых сил страны, и в итоге войска Чехословакии, Румынии и Югославии в течение всей зимы 1918—1919 проводили успешные военные операции, расширяя свою территорию за счёт Венгрии. В январе 1919 Каройи приказал начать наращивание численности армии и, несмотря на неприязнь к большевизму, вступил в переговоры с РСФСР. Тем временем в стране из-за нехватки продовольствия начался голод, беженцев из Трансильвании, Галиции и Словакии негде было разместить. Блокада со стороны Чехословакии лишила Венгрию немецкого угля, и в зиму 1918—1919 в стране практически отсутствовало отопление и не функционировали железные дороги, что вызвало промышленный спад и сильную безработицу. Неудачная финансовая политика правительства, выражавшаяся в массовом печатании денег, привела к сильнейшей инфляции. Неспособный остановить экономический хаос Каройи становился непопулярным. Граф Каройи не слыл сильным лидером и не мог подчинить правительство своей воле, поэтому эффективность его власти была низкой.
20 марта 1919 года Франция направила Венгрии ноту Викса, в которой требовала признания Венгрией своих новых границ по линии расположения венгерских войск на момент составления ноты. После этого Каройи подал в отставку с поста президента, передав возможность формировать правительство социал-демократам; те не уведомили его о том, что уже объединились с коммунистами, и образовали новое коалиционное социалистическое правительство под руководством Шандора Гарбаи. Известие о том, что коммунистами назначено восстание, вызвало переполох в рядах правительства Каройи. Под впечатлением всего этого, а также ультиматума полковника Викса, — Каройи предложил социал-демократам заключить соглашение с коммунистами, добившись нейтральности последних, — и образовать чисто социалистическое правительство, которое порвёт с ориентацией на Запад и будет искать сближения с Советской Россией. И окажет сопротивление требованиям Антанты. — писал впоследствии Бела Кун. Журналист Ференц Гёндёр предлагал предоставить экс-президенту высокий пост в провозглашённой Венгерской Советской Республике (ВСР), на что коммунистический лидер Бела Кун ответил, что поставить во главе пролетарской диктатуры графа означало бы выставить её на посмешище. После падения ВСР и наступления контрреволюционных войск, граф Каройи в июле 1919 года эмигрировал через Австрию и Чехословакию в Италию, а затем — во Францию.

### Дальнейшая жизнь

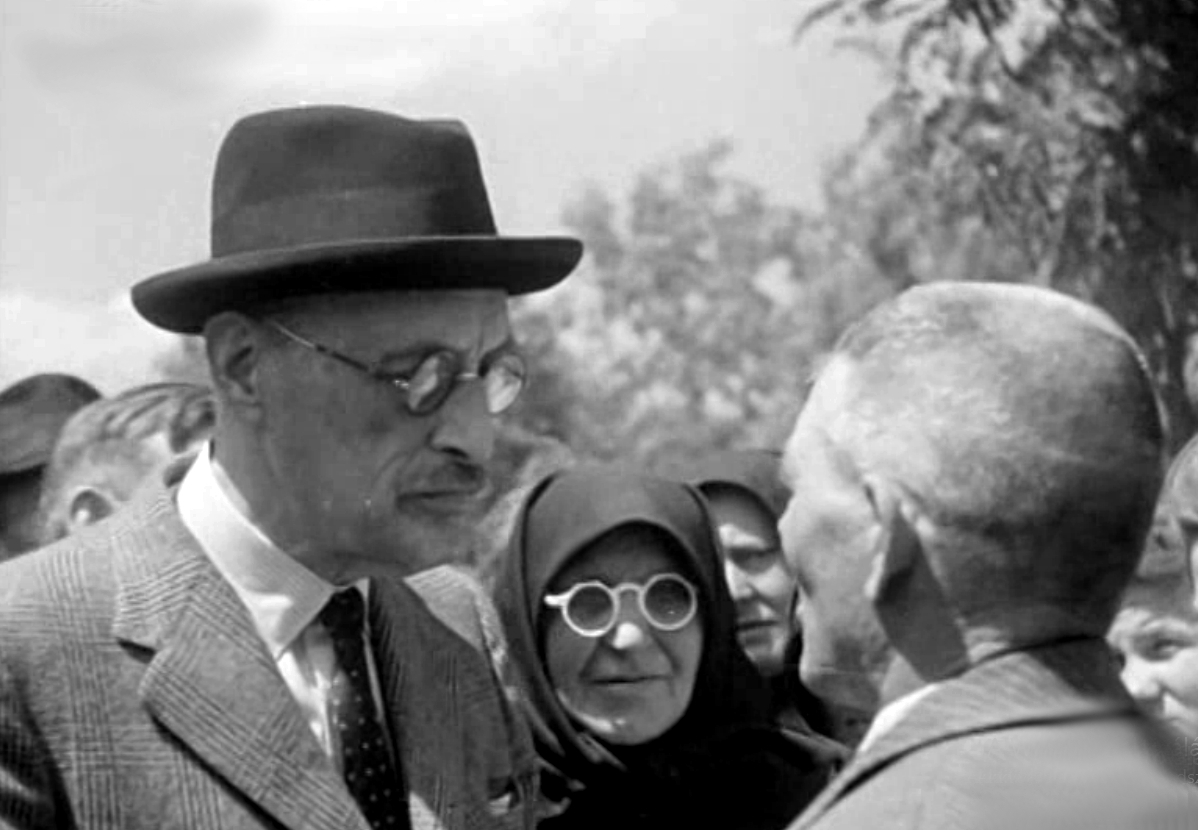
Каройи общается с крестьянами, 1946 год

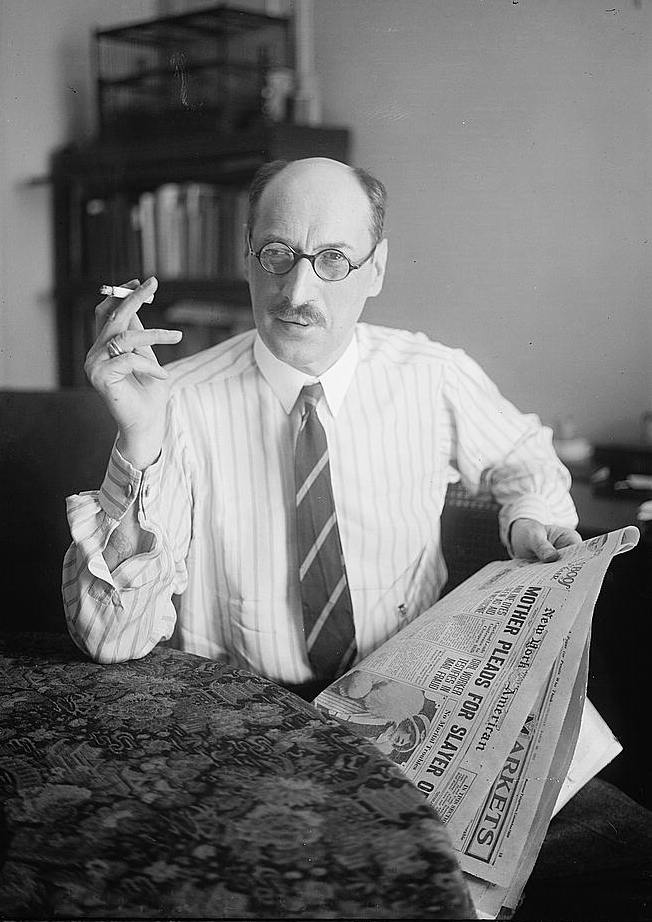

В 1919 году Каройи остановился в Чехословакии, однако из-за контактов с Богумиром Шмералем и другими коммунистами (предпринятых с ведома самого же чехословацкого правительства, искавшего возможных контактов с Лениным в свете наступления Красной Армии в Польше) его настигла кампания травли, от которой его не смог защитить даже министр иностранных дел Эдвард Бенеш. В октябре 1920 года при помощи друзей Каройи с семьёй получил визу на въезд в Италию, где проживал в Вероне и Флоренции, однако покинул страну после того, как был с подачи местных фашистов задержан карабинерами, подавлявшими рабочую забастовку. В апреле 1921 года он перебрался в одну из немногих стран региона, готовых его принять — Королевство сербов, хорватов и словенцев, в котором осел на побережье Далмации. В 1923 году благодаря ходатайству политиков-лейбористов получил разрешение на въезд в Великобританию, затем жил во Франции, а в период Второй мировой войны — вновь в Англии.
Уже открыто идентифицирующий себя как социалиста Каройи призывал к примирению и объединению трёх существовавших на тот момент Интернационалов — II (социал-демократического), 2½ (левосоциалистического) и III (коммунистического) — к примирению и созданию нового, Четвёртого Интернационала. Леволиберальные позиции «красного графа» Каройи и его сотрудничество с левой, в том числе коммунистической, эмиграцией (в 1920 году коммунисты Енё Ландлер и Йожеф Погань, имевшие разногласия с Белой Куном, даже предлагали Каройи вместе создать новую левую партию) делали невозможным его возвращение в Венгрию в период регентства адмирала Миклоша Хорти, режим которого он резко критиковал. В 1923 году был обвинён последним в государственной измене и заочно осуждён, а его имущество конфисковано.
В 1924 году, во время посещения США, жена Каройи подхватила брюшной тиф, но Государственный департамент США выдал её мужу визу только при условии, что тот не будет выступать с политическими речами. Через год Катинке Андраши отказали во въездной визе, и госсекретарь Келлог отказался объяснить причины отказа.
Во время процесса против Самуила Шварцбурда, убившего Симона Петлюру, граф Каройи занимался подготовкой экспертных материалов для защиты.
В ходе визита в СССР, в 1931 году, супруги Каройи приняли участие в праздновании 75-летия Джорджа Бернарда Шоу в Москве и навестили Надежду Крупскую. Кроме того, они посетили Ленинград, Сталинград и Грузию. Побывали в Ирской коммуне
После «Мюнхенского сговора» 1938 года Каройи покинул Париж и перебрался в Великобританию; его сын Адам, ставший летчиком, запросил британское подданство и погиб в авиакатастрофе.
В Лондоне в апреле 1944 года возглавил Венгерский совет из числа представителей демократической эмиграции. В апреле 1945 года заочно избран во Временное национальное собрание Венгрии.
В мае 1946 года Каройи вернулся на родину, к тому времени ставшую на путь «народной демократии» и «социалистического государства». Новое правительство оказало ему почести как бывшему президенту и даже вернуло фамильный замок, конфискованный режимом Хорти.
В 1947 году Каройи был назначен послом во Франции, но в 1949 году он покинул этот пост в знак протеста против политических репрессий режима Ракоши, в том числе показательного суда над Ласло Райком. По свидетельству супруги, в начале 1950-х годов бывший президент приветствовал реформы Имре Надя. Остаток жизни он провёл на юге Франции, в коммуне Ванс.
Во время кадаризма (в марте 1962 года) его прах вернули в Венгрию и с воинскими почестями перезахоронили в Будапеште на кладбище Керепеши.

## Литературная деятельность

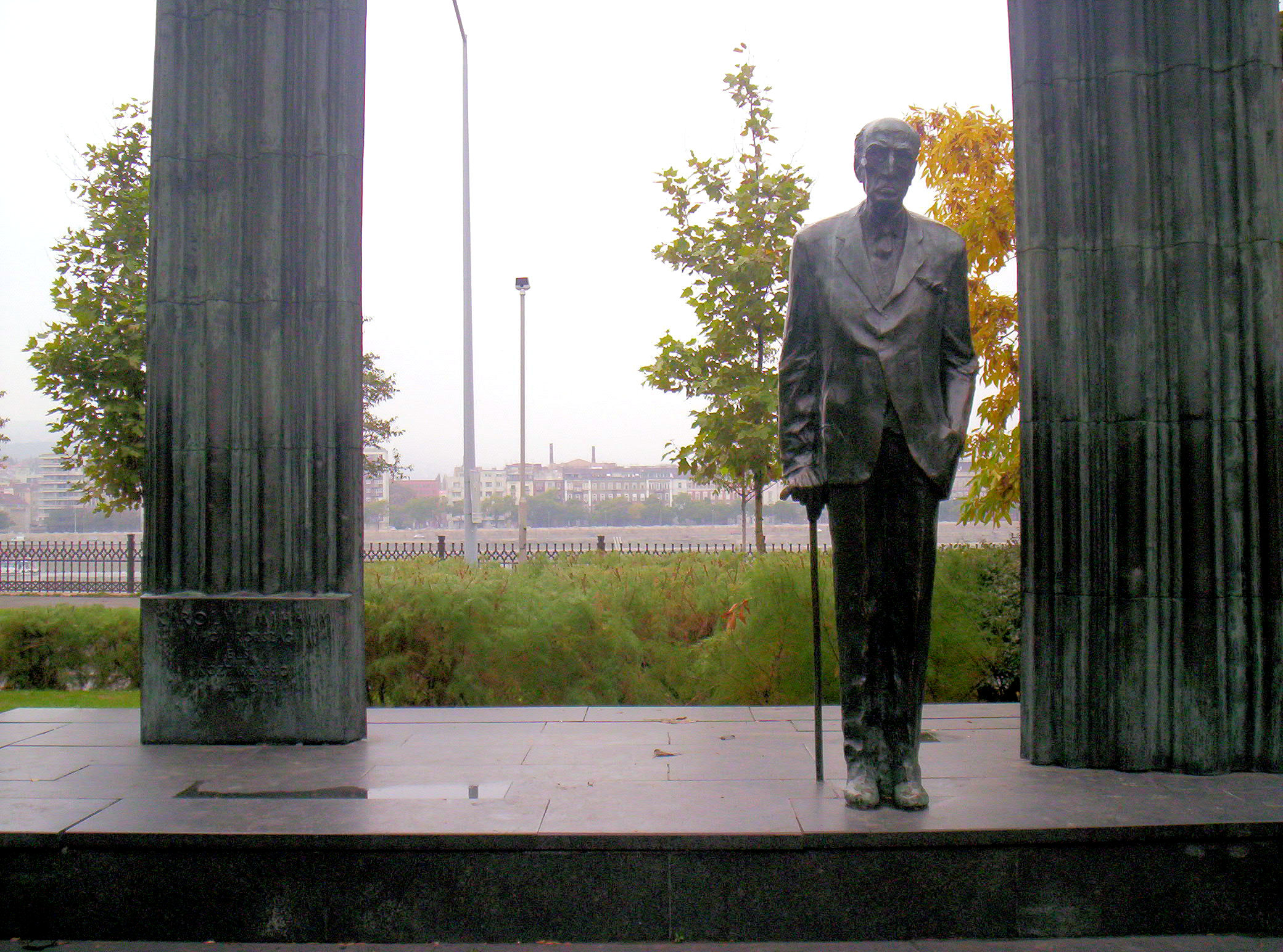
Памятник Каройи работы Имре Варги был размещён на площади Лайоша Кошута в Будапеште в 1975 году, но при правом правительстве Виктора Орбана в 2012 году демонтирован и перенесён в Шиофок

Каройи был автором двух книг воспоминаний: «Против всего мира» (венг. Egy egész világ ellen, 1925) и «Воспоминания: Вера без иллюзий» (1954). Воспоминания Каройи получили высокую оценку историка А. Дж. П. Тейлора и философа Бертрана Рассела.